# Cromito de cobre
Cromito de cobre é um composto inorgânico de fórmula química Cu2Cr2O5 que é utilizado para catalisar reações em síntese orgânica.